# 진바이오텍
주식회사 진바이오텍(영어: GeneBioTech)은 대한민국의 제약 기업으로, 충청남도 공주시에 본사를 두고 있다.

## 연혁
- 2000년 3월: 회사 설립
- 2006년: 코스닥시장에 상장